# Chiriguano
Le chiriguano (ou ava, guaraní boliviano) est une langue tupi-guarani parlée en Bolivie par les Chiriguanos, en Argentine ainsi qu'au Paraguay.

## Répartition géographique
En Bolivie la langue est parlée dans les départements de Santa Cruz, Sucre et Tarija. En Argentine les locuteurs vivent dans la province de Salta. Au Paraguay, la langue n'est parlée que par 24 personnes qui vivent dans le Département de Boquerón.

## Classification
Dans la classification de Rodrigues (2007), le chiriguano est rattaché à la branche I des langues tupi-guarani, dont font également partie le guarani paraguayen et l'ava-guarani.